# Pedicularis kerneri
La pedicolare di Kerner (nome scientifico Pedicularis kerneri Dalla Torre, 1882)  è una pianta parassita appartenente alla famiglia delle Orobanchaceae.

## Etimologia
Il nome generico (Pedicularis) deriva da un termine latino che significa "pidocchio" e si riferisce alla convinzione che queste piante infestino di pidocchi il bestiame al pascolo; altri giustificano l'etimologia del nome del genere all'opposto, ossia in quanto si pensa che queste piante liberino la testa dai pidocchi. L'epiteto specifico (kerneri) è stato dato in ricordo del professore di botanico a Innsbruck Kerner A. von Marilaun (1831 - 1898).
Il binomio scientifico di questa pianta è stato proposto per la prima volta dal biologo austriaco Karl Wilhelm von Dalla Torre  (1850 - 1928) nella pubblicazione "Anleit. Beob. Alpenfl.: 176." del 1882.

## Descrizione

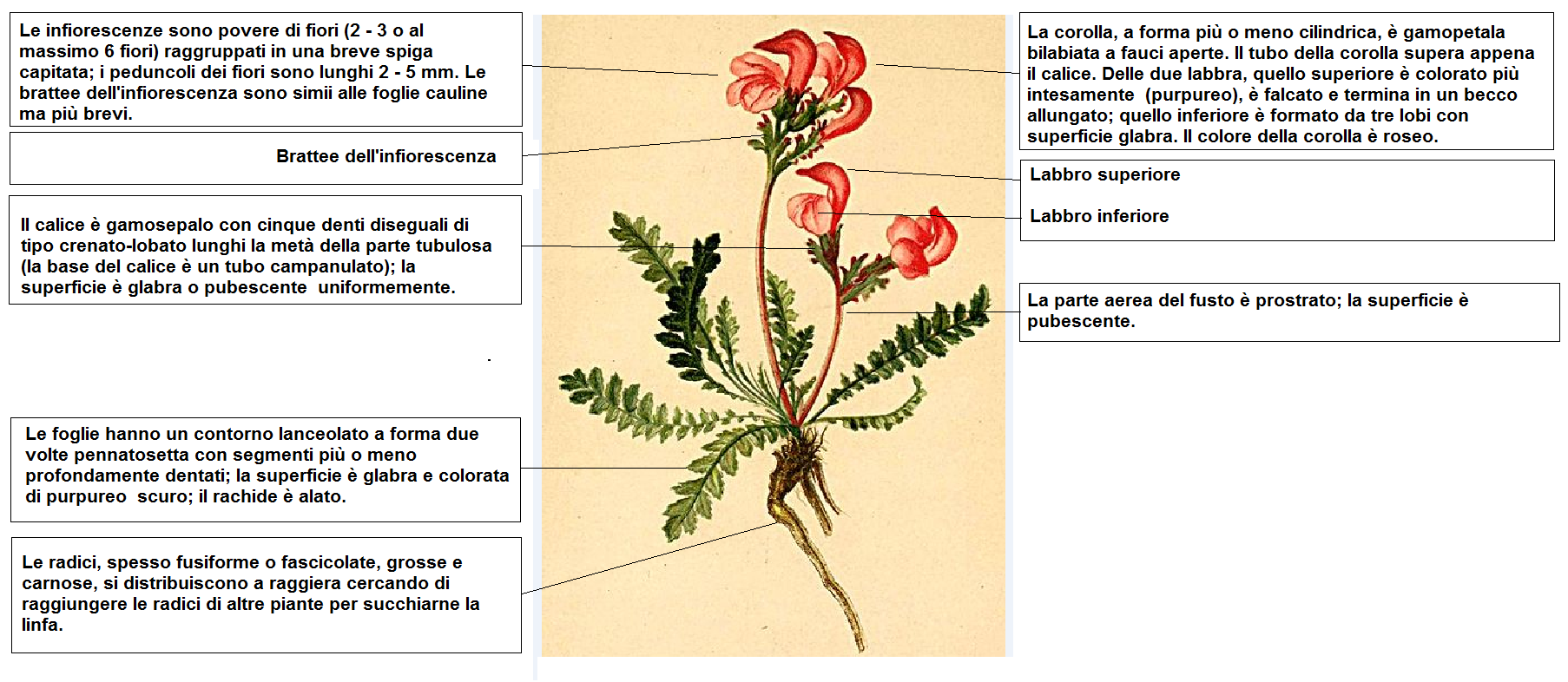
Descrizione delle parti della pianta

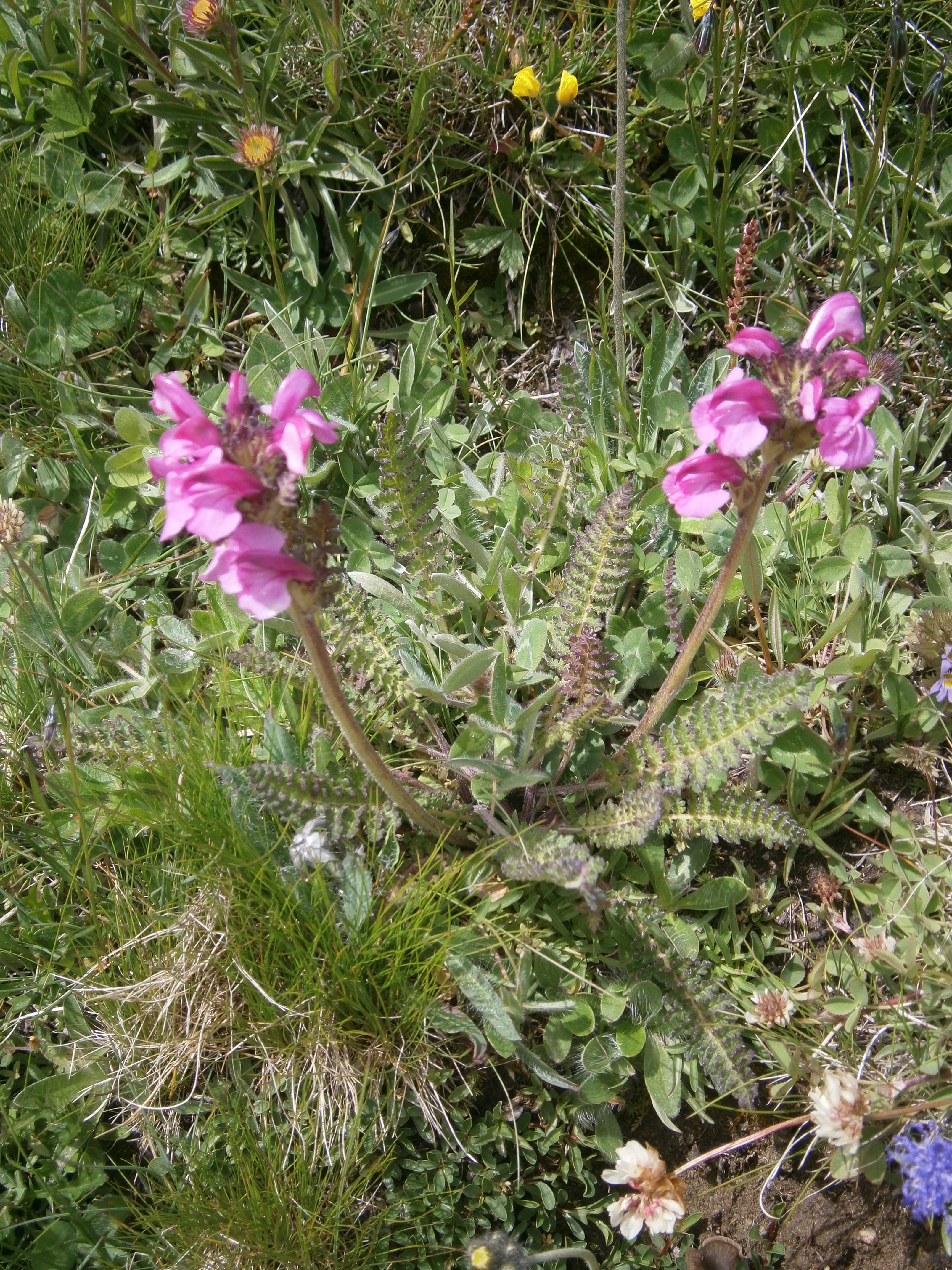
Il portamento

Queste piante sono alte da 3 a 12 cm. La forma biologica è emicriptofita rosulata (H ros), ossia in generale sono piante erbacee, a ciclo biologico perenne, con gemme svernanti al livello del suolo e protette dalla lettiera o dalla neve e hanno le foglie disposte a formare una rosetta basale. Sono inoltre piante parassite: le radici mostrano organi specifici per nutrirsi della linfa di altre piante.

### Radici
Le radici, spesso fusiforme o fascicolate, grosse e carnose, si distribuiscono a raggiera cercando di raggiungere le radici di altre piante per succhiarne la linfa.

### Fusto
La parte aerea del fusto è prostrato; la superficie è pubescente.

### Foglie
Le foglie hanno un contorno lanceolato a forma due volte pennatosetta con segmenti più o meno profondamente dentati; la superficie è glabra e colorata di purpureo scuro; il rachide è alato. Dimensione delle foglie: larghezza 1 – 2 cm; lunghezza 6 – 9 cm.

### Infiorescenza
Le infiorescenze sono povere di fiori (2 - 3 o al massimo 6 fiori) raggruppati in una breve spiga capitata; i peduncoli dei fiori sono lunghi 2 – 5 mm. Le brattee dell'infiorescenza sono simili alle foglie cauline ma più brevi.

### Fiore

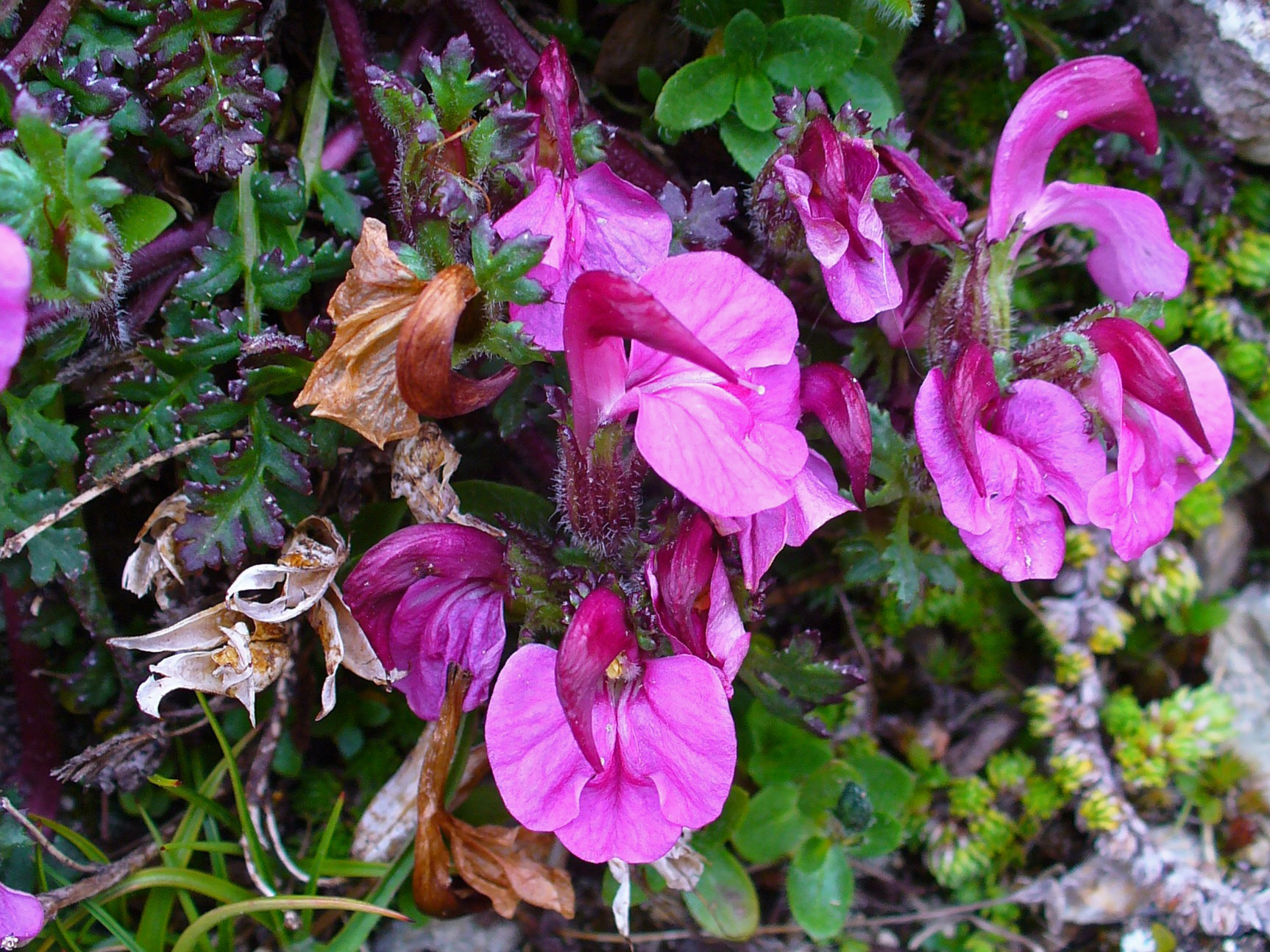
I fiori

I fiori sono ermafroditi, zigomorfi (del tipo bilabiato), tetrameri, ossia con quattro verticilli (calice – corolla - androceo – gineceo) e pentameri (la corolla e il calice sono a 5 parti). Lunghezza del fiore: 16 – 20 mm.
- Formula fiorale: per questa pianta viene indicata la seguente formula fiorale:

X, K (5), [C (2+3), A 2+2], G (2), (supero), capsula
- Calice:il calice è gamosepalo con cinque denti diseguali di tipo crenato-lobato lunghi la metà della parte tubulosa (la base del calice è un tubo campanulato); la superficie è glabra o pubescente uniformemente. Lunghezza del calice: 8 – 9 mm.
- Corolla: la corolla, a forma più o meno cilindrica, è gamopetala bilabiata a fauci aperte. Il tubo della corolla supera appena il calice. Delle due labbra, quello superiore è colorato più intensamente (purpureo), è falcato e termina in un becco allungato; quello inferiore è formato da tre lobi con superficie glabra. Il colore della corolla è roseo. Lunghezza della corolla: 16 – 18 mm. Lunghezza del becco: 3 – 5 mm.
- Androceo: l'androceo possiede quattro stami didinami (due grandi e due piccoli - quelli inferiori hanno i filamenti allungati). I filamenti sono inseriti più o meno alla base della corolla e quelli degli stami anteriori sono densamente pubescenti. Le antere, dissimulate sotto il cappuccio del labbro superiore sono strettamente unite da una fitta peluria. La maturazione del polline è contemporanea allo stigma.[9]
- Gineceo: l'ovario è supero formato da due carpelli ed è biloculare. Lo stilo inserito all'apice dell'ovario è del tipo filiforme; lo stigma è semplice ed è protruso brevemente oltre il cappuccio della corolla in modo da evitare l'auto-impollinazione.[9]
- Fioritura: da luglio a agosto.

### Frutti
Il frutto è una capsula loculicida bivalve a fusiforme, appuntita (a maturità è lunga il doppio del calice). I semi sono pochi a forma angolosa.

## Riproduzione
- Impollinazione: l'impollinazione avviene tramite insetti (impollinazione entomogama).
- Riproduzione: la fecondazione avviene fondamentalmente tramite l'impollinazione dei fiori (vedi sopra).
- Dispersione: i semi cadendo a terra sono dispersi soprattutto da insetti tipo formiche (disseminazione mirmecoria).

## Distribuzione e habitat

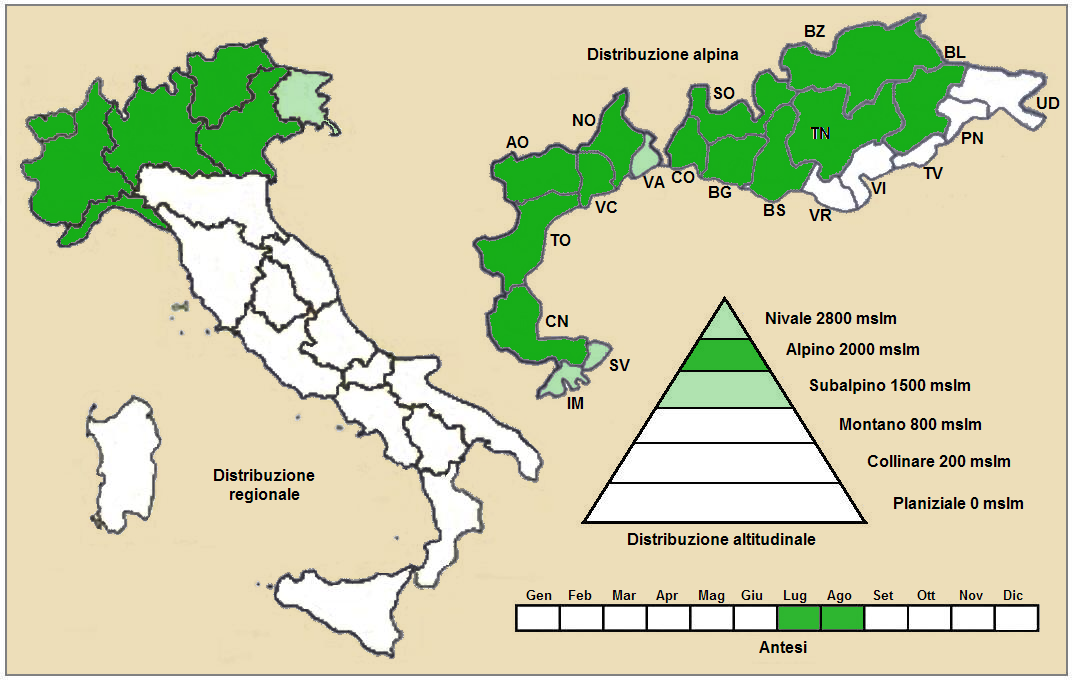
Distribuzione della pianta
(Distribuzione regionale – Distribuzione alpina)

- Geoelemento: il tipo corologico (area di origine) è Orofita / Alpico-Pirenaico.
- Distribuzione: in Italia è una specie rara e si trova solamente nelle Alpi (è meno presente nella parte orientale). Fuori dall'Italia, sempre nelle Alpi, questa specie si trova in Francia, Svizzera e Austria (parte occidentale). Sugli altri rilievi europei collegati alle Alpi si trova nei Pirenei.[11]
- Habitat: l'habitat tipico per questo fiore sono i pascoli alpini, i curvuleti e le pietraie. Il substrato preferito è siliceo con pH acido, bassi valori nutrizionali del terreno che deve essere secco.[11]
- Distribuzione altitudinale: sui rilievi queste piante si possono trovare da 2100 fino a 2800 m s.l.m. (massimo 3050 m s.l.m.); frequentano quindi i seguenti piani vegetazionali: alpino e in parte quello nivale e quello subalpino.

### Fitosociologia
Dal punto di vista fitosociologico Pedicularis kerneri appartiene alla seguente comunità vegetale:
Formazione: delle comunità delle praterie rase dei piani subalpino e alpino con dominanza di emicriptofite
Classe: Juncetea trifidi
Ordine: Caricetalia curvulae

## Tassonomia
La famiglia di appartenenza della specie (Orobanchaceae) comprende soprattutto piante erbacee perenni e annuali semiparassite (ossia contengono ancora clorofilla a parte qualche genere completamente parassita) con uno o più austori connessi alle radici ospiti. È una famiglia abbastanza numerosa con circa 60 - 90 generi e oltre 1700 - 2000 specie (il numero dei generi e delle specie dipende dai vari metodi di classificazione) distribuiti in tutti i continenti. Il genere Pedicularis comprende 400-500 specie (il genere più numeroso della famiglia con distribuzione quasi cosmopolita - manca in Africa e Australia) delle quali 23 sono presenti nella flora spontanea italiana.

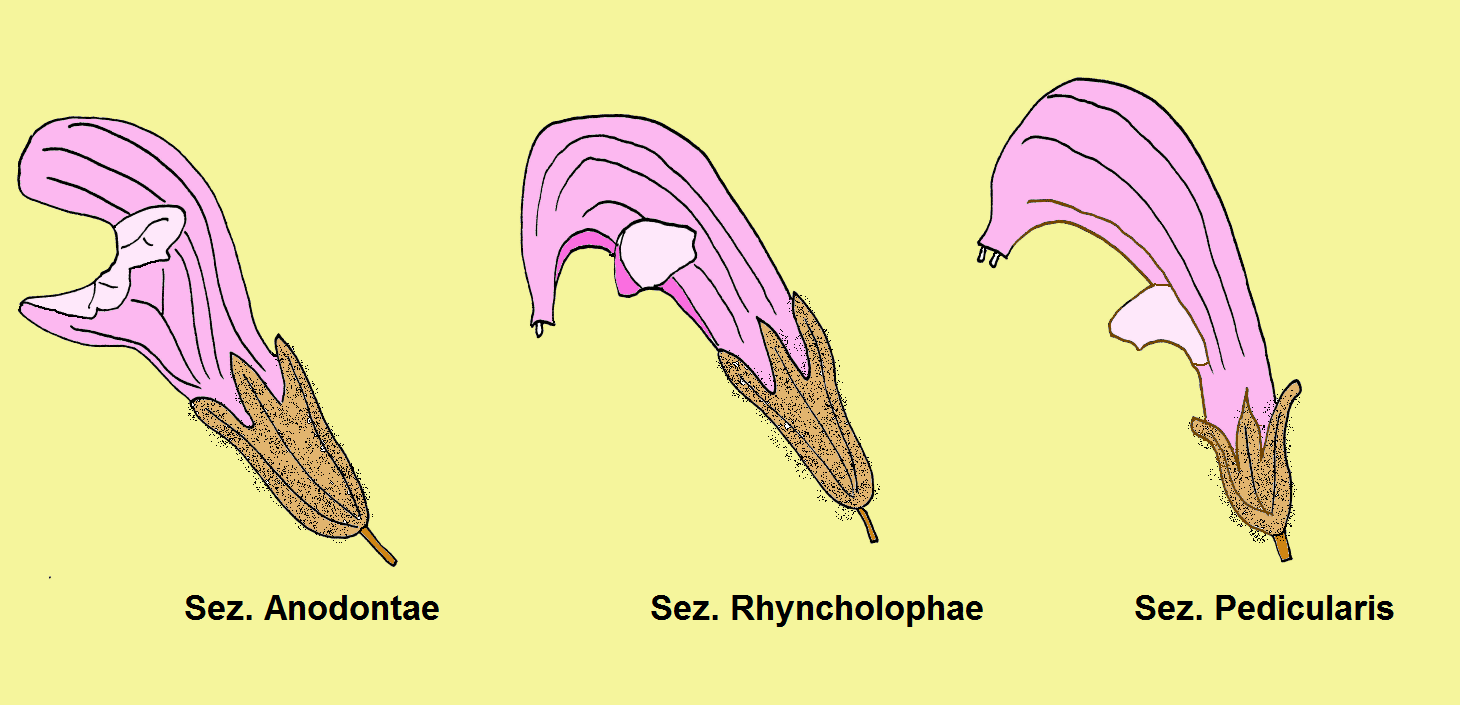
Le tre sezioni del genere

La classificazione del genere è difficile in quanto la forma del fiore è molto simile tra specie e specie; inoltre il colore della corolla nel secco è indistinguibile. Pignatti nella "Flora d'Italia" divide le specie spontanee della flora italiana in tre gruppi in base alla forma del labbro superiore (vedi il disegno):
- Sez. Anodontae: l'apice del labbro superiore della corolla è arrotondato (né rostrato e né dentato).
- Sez. Rhyncholophae: il labbro superiore della corolla è più o meno falcato e termina in un becco allungato.
- Sez. Pedicularis: il labbro superiore della corolla è provvisto di due dentini sotto la parte falcata.

La specie P. kerneri appartiene alla sez. Rhyncholophae.

### Filogenesi
Secondo una recente ricerca di tipo filogenetico la famiglia Orobanchaceae è composta da 6 cladi principali nidificati uno all'interno dell'altro. Il genere Pedicularis si trova nel quarto clade (relativo alla tribù Pedicularideae). All'interno della tribù il genere è in posizione "gruppo fratello" al resto dei generi della tribù.

### Sinonimi
Questa entità ha avuto nel tempo diverse nomenclature. L'elenco seguente indica alcuni tra i sinonimi più frequenti:
- Pedicularis caespitosa (Sieber ex Rchb.) Steininger
- Pedicularis letourneuxii Personnat
- Pedicularis rhaetica A.Kern.
- Pedicularis rostrata L. subsp. rostrata
- Pedicularis rostrata L. var. caespitosa Sieber ex Rchb.

## Altre notizie
La pedicolare di Kerner in altre lingue è chiamata nei seguenti modi:
- (DE)  Kerners Läusekraut
- (FR)  Pédiculaire de Kerner